# سیدی علی بوسیدی
سیدی علی بوسیدی (به عربی: سيدي علي بوسيدي) یک شهرداری در الجزایر است که در استان سیدی بلعباس واقع شده‌است.